# Quro
Quro (georgiska: ყურო) är en bergstopp i Georgien. Den ligger i den nordöstra delen av landet, i regionen Mtscheta-Mtianeti. Toppen på Quro är 4 071 meter över havet. Närmaste större samhälle är Stepantsminda, 4 km åt väst.